# دوغان أندرسون
دوغان أندرسون (بالإنجليزية: Duggan Anderson)‏ هو لاعب كرة قدم أسترالية أسترالي، ولد في 21 سبتمبر 1924 في Witchcliffe, Western Australia ‏ في أستراليا، وتوفي في 7 ديسمبر 2012 في Murdoch, Western Australia ‏ في أستراليا.

## وصلات خارجية
- دوغان أندرسون على موقع AustralianFootball.com (الإنجليزية)